# U.S. Army Field Manual 30-31B
Le U.S. Army Field Manual 30-31B est un faux-document fabriqué par les services de renseignements soviétiques censé être un manuel d'instruction de guerre de contre-insurrection attribué au général William Westmoreland sous le nom de "Westmoreland Field Manual" durant la guerre froide et évoquant la stratégie de la tension. 

## Affirmations
Apparu dans divers journaux depuis 1975, ce manuel aurait été utilisé par les réseaux stay-behind de l'OTAN. Selon les États-Unis, il s'agirait d'un faux d'origine soviétique.